# Danube Wings
Danube Wings, s. r. o. – była słowacka, regionalna, czarterowa linia lotnicza z bazą w Bratysławie. Linia należała do VIP Wings Airlines (wcześniej VIP AIR). W listopadzie 2013 roku linia zawiesiła działalność.
Przewoźnik oferował planowe i czarterowe loty na krajowych i międzynarodowych trasach używając samolotów ATR 72.

## Flota historyczna
- 3 ATR 72-202 (OM-VRA, OM-VRB, OM-VRC)
- 1 Boeing 737-400 (OK-WGY)